# Paulhaguet

Paulhaguet este o comună în departamentul Haute-Loire, Franța. În 2009 avea o populație de 959 de locuitori.